# Hourstonius magdai
Hourstonius magdai is een vlokreeftensoort uit de familie van de Amphilochidae. De wetenschappelijke naam van de soort is voor het eerst geldig gepubliceerd in 1951 door Reid.